# 영지초등학교
영지초등학교(影池初等學校)는 대한민국 경상북도 경주시에 있는 공립 초등학교이다.

## 연혁
- 1943년 6월 30일 영지국민학교 개교
- 1949년 7월 18일 영지국민학교 1회 졸업
- 1982년 1월 28일 병설유치원 설립인가
- 1996년 3월 1일 영지초등학교로 개칭
- 2017년 2월 17일 제 68회 졸업(졸업생3,328명)
- 2017년 3월 1일 초등6학급, 유치원 1학급 편성
- 2017년 3월 1일 제30대 권동환 교장선생님 부임
- 2018년 2월 9일 병설유치원 36회 졸업
- 2018년 2월 9일 제 70회 졸업(졸업생 3,337명)
- 2018년 3월 1일 초등 6학급 편성, 유치원 1학급 편성
- 2018년 9월 1일 제31대 임승환 교장선생님 부임